# Sito

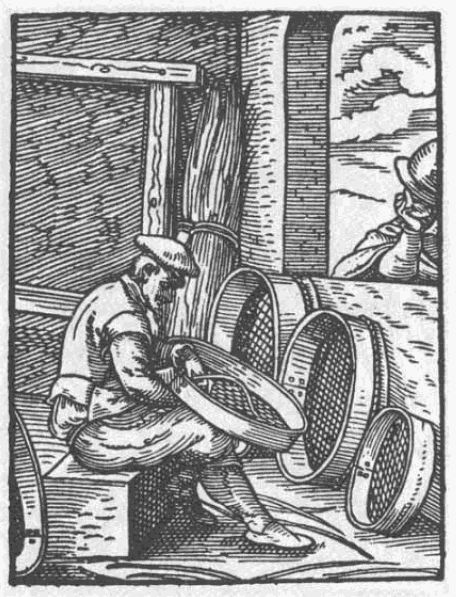
Szesnastowieczny rzemieślnik wyrabiający sita

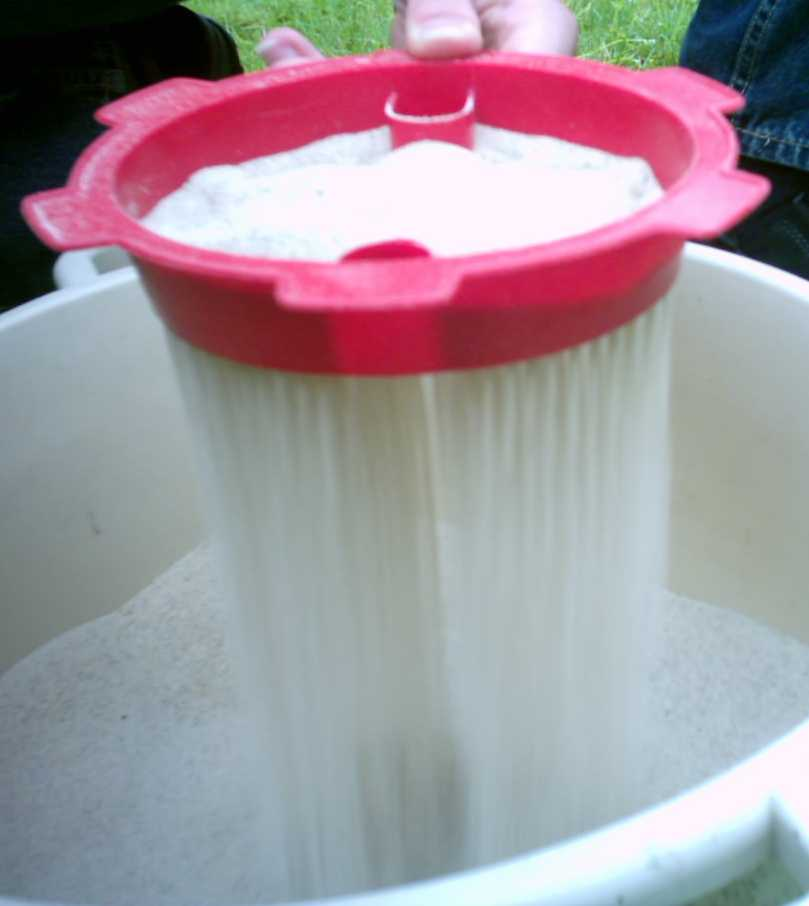
Przesiewanie przez sito

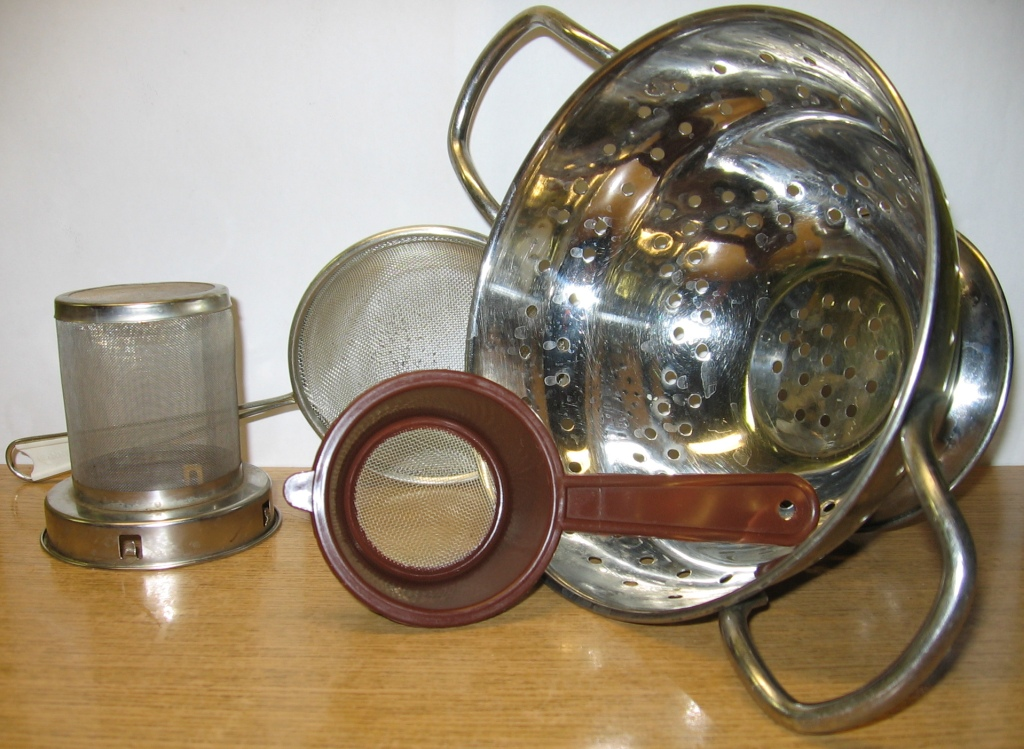
Przykłady sit używanych w kuchni

Sito – proste urządzenie do oddzielania od siebie obiektów o małych i większych wymiarach lub do oddzielania obiektów stałych od płynów. Używane jest bardzo szeroko – od zastosowań w gospodarstwie domowym i rolnictwie poprzez przemysł (górnictwo, budownictwo, przemysł spożywczy i inne) aż po zastosowania naukowe (od archeologii po technologie kosmiczne).
W najprostszym rozwiązaniu jest to płaszczyzna z otworami ("oczkami"), w których swobodnie mieszczą się obiekty o małych rozmiarach, natomiast duże – już nie. Otwory te mogą być okrągłe (np. wywiercone lub wycięte w jakimś litym materiale) albo stanowić część splecionej siatki (z drutu, z włókien tworzyw sztucznych albo naturalnych). O przeznaczeniu sita decyduje w największym stopniu wielkość otworów (w przypadku siatki – odległość pomiędzy sąsiadującymi włóknami) może ona dla różnych sit wynosić od ułamków milimetra do kilku, a nawet więcej, centymetrów. Powierzchnia sita może być otoczona walcowatą powierzchnią (tak zbudowane sito do ręcznego przesiewania to przetak), może stanowić też na przykład dno jakiegoś naczynia (np. w kształcie rondla – tak zbudowany jest durszlak), a także sama może przybierać różne kształty, niekoniecznie płaskie, na przykład może przyjmować kształt pojemnika – kosza.
Najczęściej powierzchnia sita umieszczona jest poziomo, a przesiewany materiał wysypywany jest na jego górną powierzchnię; dzięki grawitacji ziarna o małej średnicy spadają w dół pod sito, a większe – pozostają na jego powierzchni. Stosowane jest też przesiewanie poprzez sito ustawione ukośnie, kiedy materiał (np. piasek zanieczyszczony kamieniami bądź liśćmi na budowie) rzucany jest na powierzchnię sita: piasek swobodnie przenika przez oka sita, a obiekty większych rozmiarach zostają i zsuwają się przed sitem.
Często stosuje się kilka kolejnych sit o coraz mniejszych oczkach jedno za drugim, żeby dokonać selekcji ziarn o różnych zakresach średnic: największe zostają na sitach górnych, pośrednie przechodzą przez pierwsze sita, ale zatrzymują się na kolejnych, a najmniejsze spadają na sam dół. W celu przyspieszenia procesu przesiewania przez sita niekiedy wprowadza się je w ruch (wstrząsa się je). Proces ten nazywa się analizą sitową.
Często sito jest jednym z elementów – jednym z pierwszych w ciągu – systemów filtrujących, np. w filtrach wody pobieranej ze zbiorników naturalnych; jego zadaniem jest niedopuszczenie do zanieczyszczenia lub nawet zniszczenia następnych elementów układu.
Sita w zastosowaniach kuchennych (i w niektórych procesach w przemyśle spożywczym) umożliwiają przesianie np. mąki, oddzielają frakcje o różnej gęstości (np. „kożuchy” gęstego tłuszczu na mleku, albo ser od serwatki) lub po prostu odcedzają ciecz od znajdujących się w niej grudek lub przedmiotów, także na przykład przy myciu warzyw i owoców. W takich wypadkach używane bywają sita o większych oczkach, czasem rzadziej rozmieszczonych, nazywane też cedzakami.
Sito to potoczna nazwa szablonu sitodrukowego, czyli drewnianej, stalowej lub aluminiowej ramki, na którą naciągnięto i przyklejono siatkę sitodrukową a w dalszej części obróbki wykonano wzór przy pomocy emulsji światłoczułych. Szablon ten jest następnie wykorzystywany w sitodruku, gdzie za pomocą rakla jest przeciskany przez oczka siatki (jak przez sito – stąd nazwa sitodruk) i nakładany na powierzchnię zadrukowywaną.